# Йосипівка (станція)
Йосипівка — проміжна вантажно-пасажирська залізнична станція Одеської дирекції Одеської залізниці, на лінії Голованівськ-Підгородна. Розташована між станціями Ємилівка (16 км) та Болеславчик (19 км).
Розташована у селищі Залізничне Кіровоградської області. Режим роботи каси П'ятн.,нед. 8.00-9.00, 11.00-12.30

## Історія
Станцію було відкрито 1899 року, при відкритті руху на залізниці Рудниця-Голованівськ-Підгородна.
З моменту будівництва у 1899 році і до 1980-х років уся лінія була вузькоколійною, однак у 1980-х роках частину лінії (між станціями Болеславчик — Голованівськ та Таужня — Гайворон) було перешито на широку колію. Вузьку колію було розібрано.
Зупиняються приміські поїзди.
Станція обслуговує Йосипівське хлібоприймальне підприємство.